# Tour de Picardia (1953-1965)
El Tour de Picardia fou una cursa ciclista per etapes francesa que es disputà a la Picardia entre 1953 i 1965 com a continuadora del Gran Premi de Courrier picard, existent entre el 1946 i 1952.
Frans Schoubben, amb dues victòries, fou l'únic ciclista que aconseguí repetir victòria en el palmarès.
Des del 2001 l'antic Tour de l'Oise passà a anomenar-se Tour de Picardia, i amb la qual no s'ha de confondre.

## Palmarès
| Any  | Vencedor           | Segon                   | Tercer              |
| ---- | ------------------ | ----------------------- | ------------------- |
| 1953 | Louis Caput        | Roger Hassenforder      | Gilbert Scodeller   |
| 1954 | André Darrigade    | Pierre Gaudot           | Attilio Redolfi     |
| 1955 | Roger Hassenforder | Jacques Schoubben       | Georges Meunier     |
| 1956 | Gilbert Scodeller  | Jacques Schoubben       | Jean-Marie Cieleska |
| 1957 | Serge Blusson      | Norbert Kerckhove       | Raymond Impanis     |
| 1958 | Frans Schoubben    | Seamus Elliott          | Pierre Everaert     |
| 1959 | Frans Schoubben    | Pierre Machiels         | Raymond Plaza       |
| 1960 | Raymond Elena      | René Grossier           | Jean Le Lan         |
| 1961 | Michel Stolker     | Albertus Geldermans     | Frans Schoubben     |
| 1962 | Willy Bocklant     | Mies Stolker            | Piet Rentmeester    |
| 1963 | Bas Maliepaard     | Walter Boucquet         | François Hamon      |
| 1964 | Cees Lute          | Bernard Van De Kerkhove | André Foucher       |
| 1965 | Jean Stablinski    | Georges van Coningsloo  | Jean Graczyk        |